# 牛稠子遺址
牛稠子遺址是臺灣南部的新石器時期遺址之一，該遺址位於臺南臺地東南側、臺糖虎山農場虎子山四週，恰在原虎山路、文華路二段交會處四週之區域。現今隸屬於臺南市仁德區成功里(朱正宜2012：4)。該文化屬於新石器時代中期牛稠子文化晚期類型。

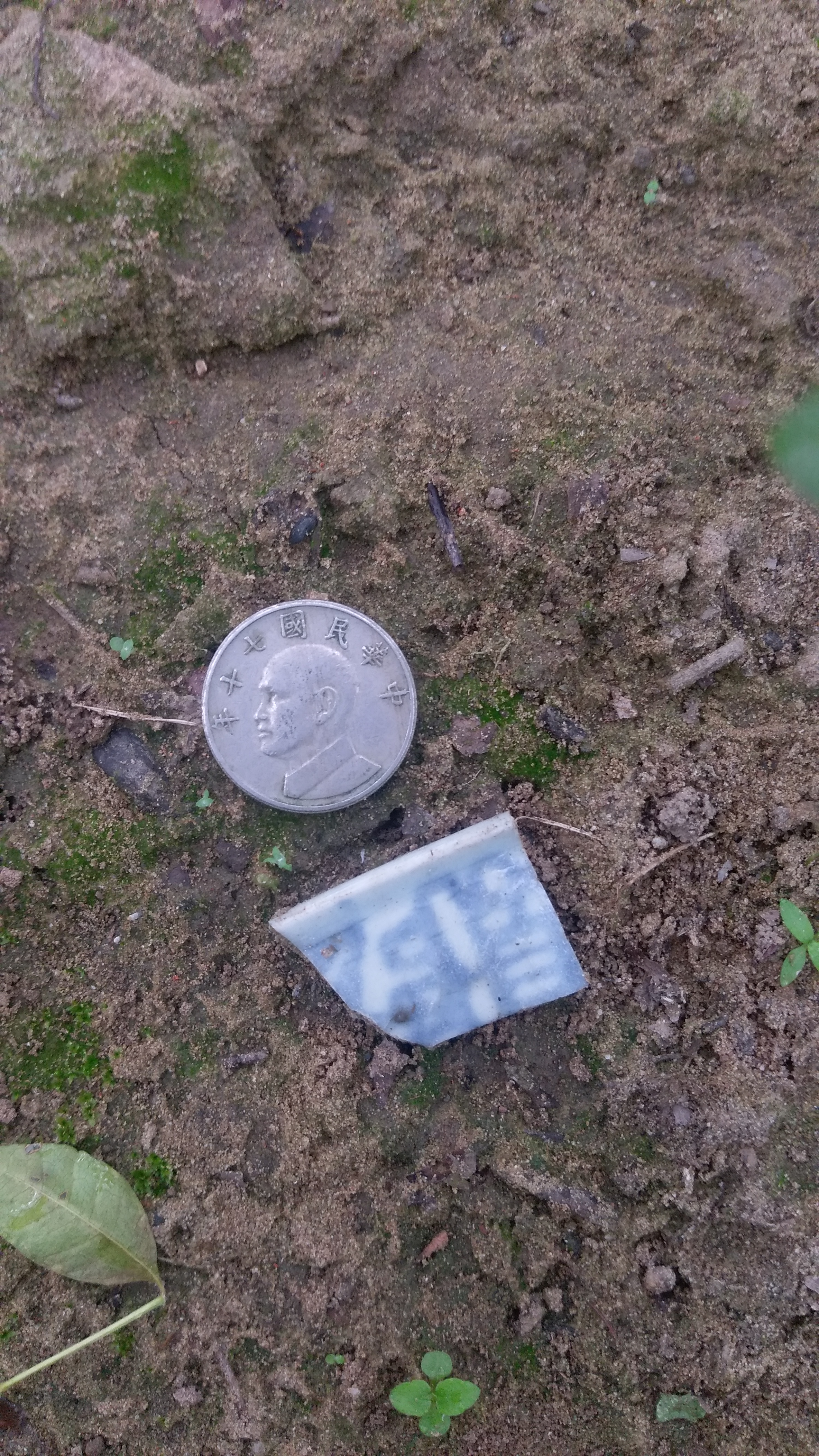
牛稠子遺址發現之18-19世紀青花瓷碎片

## 遺址發現及挖掘過程

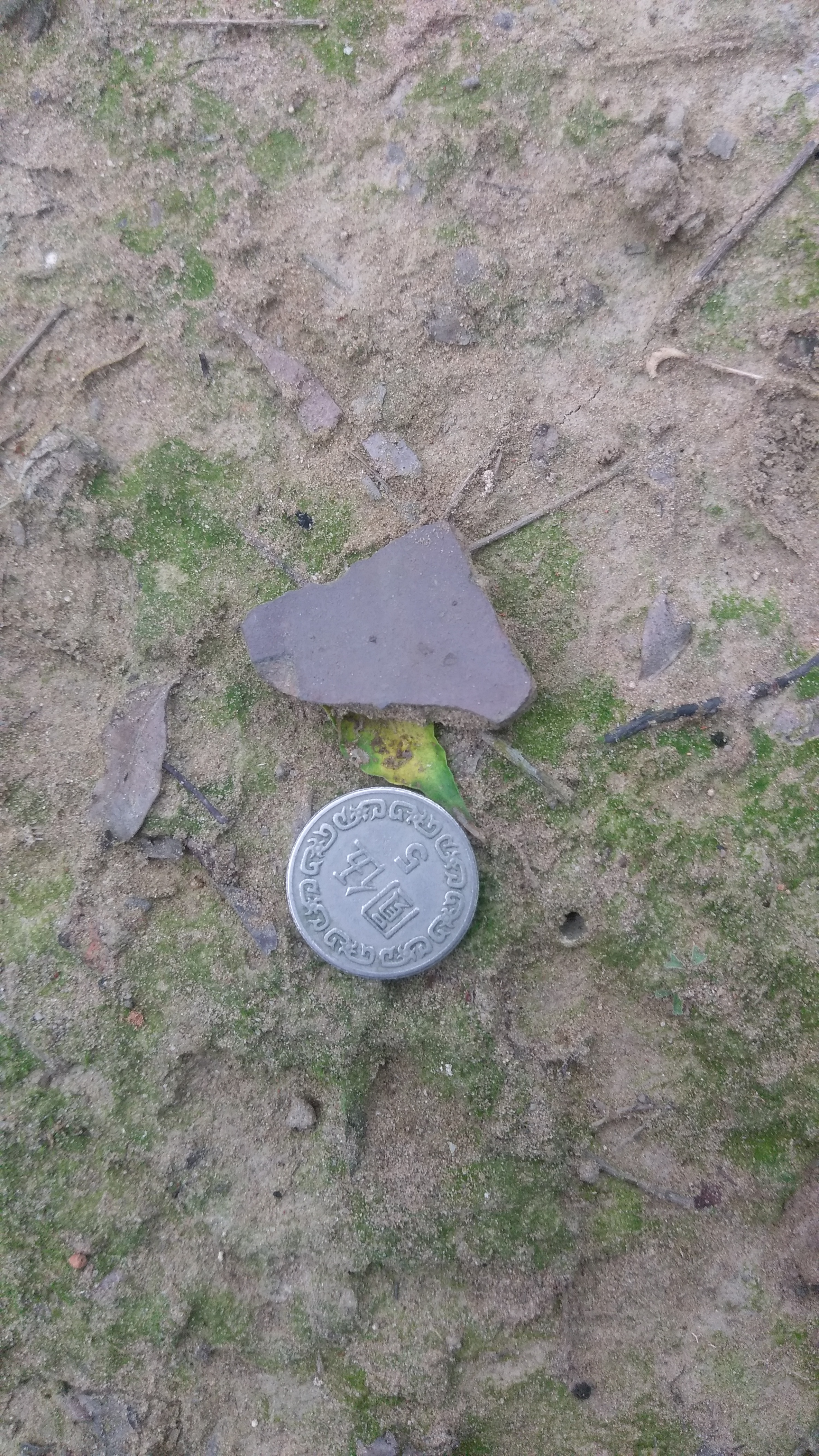
牛稠子遺址發現之硬陶

牛稠子遺址發現於日治時期1938年4月由車路墘糖廠(今仁德糖廠)職員萩原直哉於糖廠宿舍北側約500公尺之東側斜坡處發現，其後萩原氏與當時臺南第一高等教師國分直一、翁長林正再次調查確認(國分直一等，1938) 。從日治時期至國民政府遷台後，牛稠子遺址經歷了地表調查和各項試掘計畫。由不同的單位負責，但都缺少整合性的調查研究，以近期2013年的牛稠子範圍、內涵調查研究及文化資產價值評估計畫，最為全面且詳細釐清牛稠子遺址的相關文化內涵及文化類緣。1960年林朝棨先生針對西南平原地區進行貝塚調查、1975年宋文薰先生等地表調查、1976、1991年國立台灣大學人類學系試掘、1980年全省重要史蹟勘查與整修建議─考古遺址與舊社部分調查、1992年臺灣地區重要考古遺址初步評估第一階段研究計劃、2012年仁德文華二段與2號計畫道路叉口牛稠子遺址搶救計畫、2013年牛稠子範圍、內涵調查研究及文化資產價值評估計畫等，而總發掘面積至今共約569.5平方公尺(朱正宜2012：33-39)。

## 發現遺址
牛稠子遺址發現於日治時期1938年4月由車路墘糖廠(今仁德糖廠)職員萩原直哉，於糖廠宿舍北側約500公尺之東側斜坡處發現，其後萩原氏與當時臺南第一高等教師國分直一、翁長林正再次調查確認(國分直一等，1938)

## 1938~1945年調查工作
日籍學者曾多次前往本遺址調查，發現各式考古遺留，其中自然遺物方面主要為貝殼，種屬見有長牡蠣、角毛蚶、歪簾蛤等(國分直一，1962)；而文化遺物則包括：打製、磨製石斧、石刀、石鏃，與繩紋陶、素面陶陶片)、櫛目紋陶及其他陶裝飾品(國分直一，1941，1962，1981)。由於遺址出土遺留豐富多樣，因此多項標本皆引起國分直一等學者的注意，包括：
(1)貝輪漁具
國分直一調查時，曾於遺址發現殼頂被敲擊成圓孔之角毛蚶（Anadana
cornea）輪狀標本，國分以民族誌材料（臺南下鯤鯓）為類比，認為其是作為漁網上之漁具（wara）（國分直一，1981：251-256）。
(2)橄欖石玄武岩石材
國分直一初次調查本遺址時，初步辨識石器之材質為風化砂岩(國分直
一，1938)，後經地質學家丹桂之助協助顯微觀察，確定為橄欖石玄武岩，後續西海岸中南部多處繩紋紅陶時期遺址出土相同材質的石器，而國分直一依澎湖地區良文港等遺址出土相類似形制的繩紋陶片而認為其材料可能是來自於澎湖(國分直一，1943；1981)。
(3)有肩石斧及靴形器
國分直一先生在討論有肩石斧及靴形石器的來源時，曾述及牛稠子遺址出土帶直角肩之不對稱弧刃端刃器，並認為這一類石器主要是如同漢人所使用之「草椏」，屬於除草工具。另一方面，國分直一認為雖然有肩石斧、有段石錛、靴形石器等帶有大陸南方要素(中南半島)色彩，但其分布北界可以至華北、東北、日本一帶，因此比較可能是與中國東南一帶之史前文化有直接關聯(金關丈夫、國分直一著；譚繼山譯，1990)。
(4)石刀
相對於有肩石斧、靴形石器等具有大陸南方要素，大陸北方要素如石刀、彩陶、黑陶等也可在牛稠子等臺灣西海岸遺址發現，另一方面，臺灣也存在一些北方要素，如彩陶、黑陶、石刀等，國分並認為臺灣同時存在南北要素的現象與大陸東南方相同，因此認為兩者具有高度的文化相關性。
(5)貝塚
國分直一同時也是最早利用考古遺址中貝塚分布來討論地史變遷的學者，依宋文薰先生所撰述(宋文薰,1980)以及國分直一先生後來回日所發表之文章(國分直一，1962、1981)可知，國分藉由臺南臺地周緣遺址所在海拔高度的分布，將當地遺址劃分成四期，依其年代先後分別為：繩蓆紋赤褐色陶器、櫛目紋黑陶、赤褐色素面陶以及中國陶瓷的進入。其中位處最高之牛稠子遺址即屬繩蓆紋赤褐色陶器期。

## 試掘計畫
1970年代起，國立臺灣大學考古人類學系教授黃士強先生為進行臺灣西南部平原的史前文化層序探討，因此選擇此一地區之重要遺址做為該系考古田野實習之地點。其中1976年2月臺灣大學六十四學年度三年級同學的考古學田野方法與實習課的實習，以牛稠子遺址作為上課試掘地點，為此遺址較有系統、深入的發掘，並有短文發表(劉益昌，1977)。
發掘過程中，計發現有貝塚(疑為灰坑內之貝類叢集)、人骨遺骸等現象。出土遺留中，石器包括：磨製石斧(舌形弧刃及斜刃)、打製石斧、磨製石錛、磨製石刀、砥石、網墜等遺物；陶器則見有紅褐色素面陶以及繩紋陶兩大類以及為數不多之黑陶。器形見有罐形器及缽盆形器兩類，並見有圈足等附件。除容器外，另外發現陶環、紡輪等(劉益昌，1977)。除發掘所得外，另於地表調查也採集到巴圖型大型石犁(陳春木，1977；劉益昌，1977)。
1991年臺灣大學人類學系「考古田野方法與實習」課程仍由黃士強教授擔任，並再度選定本遺址進行田野實習發掘，發掘工作自1991年1月26日起，至2月4日結束，參與人員除修習該課之學生20名外，另有助教陳怡君小姐、李德仁先生(當時任中央研究院歷史語言研究所計畫助理)、陳有貝先生(當時任黃士強先生助理)等。共計進行13處2×3公尺探坑之發掘，發掘面積78平方公尺。出土現象包括近代漢人墓葬遺骸等現象。而遺物則同樣以紅褐色泥質陶、紅褐色夾砂陶及繩紋陶為主，另見少數灰黑陶。陶器主要以陶容器殘片為大宗，見罐、缽形器口部，偶見把手、圈足等附件。另外尚有陶蓋、紡輪等。石器則有打製石斧、磨製石斧、大型石犁、石錐、石刀、箭頭、砥石、網墜、玉環等，之後李德仁並以其資料完成碩士論文(李德仁，1992：12)。

## 臺南縣仁德鄉牛稠子遺址試掘報告[6]
牛稠子文化恰位於南部地區史前文化中期階段，可說是居於承先啟後的地位。而就此次遺址發掘的遺物分析來看，和以往學者的看法並無太大的差異。在生計模式部分，此次遺址發掘到的生計工具數量、型式較少，屬於農耕活動的生計工具佔較多數，可推測當時生業以農業活動為主，漁獵為輔。遺址本身係以紅褐色陶為主。但據陶片切片分析，泥質與夾砂質陶某些方面又表現相當的一致。陶器在器形上，各類陶的分析上看，並無明顯區別，皆以罐、缽為主，未見有鼎、豆、瓶形器等。質地上的區別在遺址中分布有較明顯的不同，以夾砂陶類為主流，少數的泥質陶，質陶，是否代表功能的區分，則並未有較明確的證據(李德仁1992：52)。
從石器類型和其質地的關係來看，牛稠子遺址在石材的選用上，以外來居多數，且和功能使用上有相當大的相關性。農獵具多以外來石器製作為主，漁具、砥石類則在遺址附近採石製作。製作方法主要可分為磨製與打製，遺址石器群係以磨製為主，除網墜外，少見有打製石器。石器數量不多，分布在遺址中的情形不均。狩獵和捕魚用具出現很少，而以農具、木工用具較佔多數，很可能牛稠子遺址係以農業為主要生業，而漁獵只佔了很少的一部分。聚落型態，因遺址位於臺南臺地東南緣，可見其選擇聚落位置的因素主要為：淡水水源、農耕作地、海洋性或淡水性之動物性蛋白質等資源之取得易為其主要考量因素。從遺址的大小，文化層堆積厚度，可分為臨時性和固定性的聚落兩大類。由遺址面積可達0.2平方公里左右，及各探出陶土密度堆積來看，可推測當時的村落已有相當的規模，可能為較長期性的定居村落(李德仁1992：67-68)。

## 2013年牛稠子遺址範圍、內涵調查研究及文化資產價值評估計畫
牛稠子遺址雖經多次調查、發掘，但歷次之調查及試掘成果分散各處，而遺址範圍之了解亦有未逮之處，因此有必要進行進一步的調查研究及資料統整，以便做為未來指定之參考依據。本次計畫田野除地表調查外，另外也進行鑽探及試掘。試掘工作於2012年1月7日開始，至1月23日結束，共計試掘了18 處1×1公尺探坑，試掘期間同步進行採土器之人工鑽探，共計鑽探120個地點。而出土之標本數共263件。除本次試掘材料整理之外，另外也與國立臺灣大學人類學系合作，針對歷次發掘材料進行彙整(朱正宜2012：1)。如將牛稠子遺址與臺灣西南平原同期相關遺址比較，得出同質性之弧轉近平敞矮口罐為繩紋紅陶文化中最普遍的器型。但在各地區分化出不同類型，如鎖港─牛稠子類型、墾丁─鵝鑾鼻第三/四文化類型等。與大陸東南沿海相關考古文化比較，以地區進行分述，牛稠子文化也受到外來文化要素的傳入。接著是異時限相關遺址類緣比較，大坌坑文化與牛稠子文化的傳承，牛稠子文化與大湖文化的異同性等。最特別是其葬姿不同，牛稠子文化以頭向南之仰身直肢葬為主；大湖文化頭向北，早期的大湖類型也是以仰身直肢葬為主，但頭頂多以石塊壓覆(朱正宜，2012：183)。

## 主要出土器物
牛稠子遺址屬於砂質堆積透水性佳，保存環境不佳，有機性遺物難以保存下來。惟一定年資料為1976年試掘所得之貝塚中之貝殼標本，測得的原始定年資料來為3525±70B.P.(黃士強、劉益昌，1980)偏牛稠子文化晚期。根據南科園區內的考古資料牛稠子文化大致可區分為鎖港期(距今約4,200-3,800年)、以及牛稠子期(距今約3,800-3,300年) (臧振華等2006年)。另外牛稠子遺址的文化層平均厚約50公分，最後文化層可達100公分，相較於前時期大坌坑文化的遺址聚落規模更大，這顯示了人群長期居住於此地。
牛稠子遺址的生態遺留多屬於潮間帶的貝種，因此可以推斷遺址距離海岸線應不致太遠。工具方面出土石器以開墾用斧鋤形器數量最多，也有少量石刀等收割用具。大量的打剝石片、磨石器等顯示石器加工應是在當地進行。陶器工藝高度發展，質地主要以紅褐色陶，大部分夾砂，少部分為泥質陶。橄欖石玄武岩製成的斧鋤形器、犁形器的出土顯示與澎湖之間有著密切的相關性(朱正宜2012：160-163)。

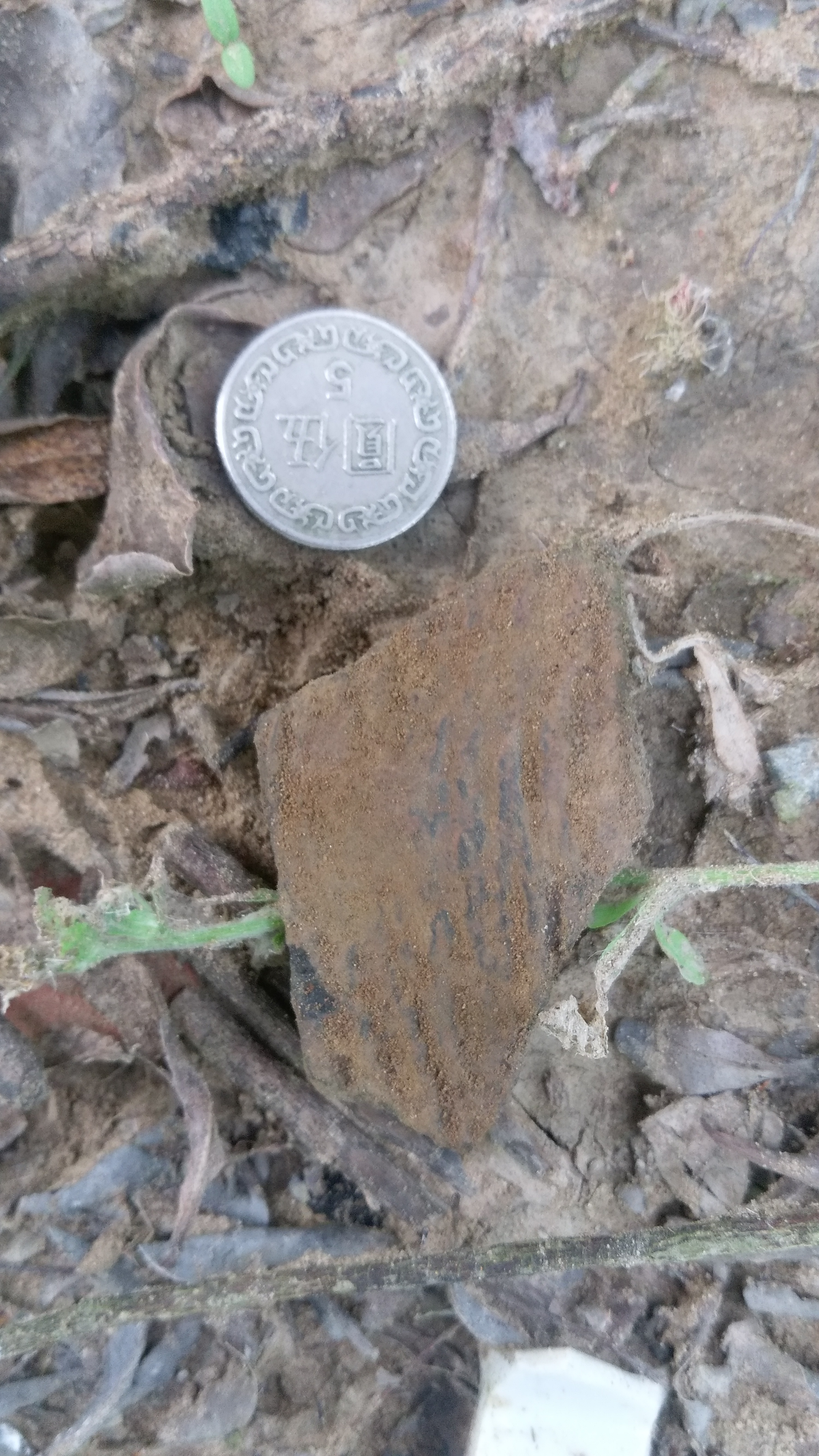
牛稠子遺址發現之繩紋陶片

### 引用
1. 1 2 3  .

### 其他
- 朱正宜 2012《牛稠子遺址範圍、內涵調查研究及文化資產價值評估計畫成果報告》臺南市文化資產管理處委託，財團法人樹谷文化基金會執行。
- 劉益昌 2011，《臺灣全志卷三‧住民志‧考古篇》，南投：國立臺灣文獻館。
- 許清保 2004，《南瀛遺址誌》，臺南：臺南縣政府。
- 李德仁 1992，《臺南縣仁德鄉牛稠子遺址試掘報告》，國立臺灣大學人類學研究所碩士論文，未出版。
- 黃士強、劉益昌 1980，《全省重要史蹟勘查語整修建議─考古遺址與舊社部分》交通觀光局委託，國立臺灣大學考古人類學系執行。
- 臧振華、李匡悌、朱正宜 2006，《先民履跡——南科考古發現專輯》，臺南：臺南縣政府文化局。
- 國分直一、翁長林正、萩原直哉〈臺南地方に於ける石器時代の遺跡〉《科學の臺灣》。